# Moszczenica (Łódź)
Moszczenica è un comune rurale polacco del distretto di Piotrków, nel voivodato di Łódź.
Ricopre una superficie di 111,63 km² e nel 2004 contava 12 729 abitanti.